# 石峠 (山田町)
石峠（いしとうげ）は、岩手県下閉伊郡山田町の大字。2015年10月1日現在の人口は179人、世帯数は62世帯。

## 地理
山田町北部の山間部に位置しており、北方には宮古市津軽石、南東で山田町豊間根、南西で山田町荒川にそれぞれ隣接している。地内東部を三陸鉄道リアス線・国道45号・岩手県道290号宮古山田線が南北に通っている。

## 歴史
戦国時代には豊間根氏の同族、石峠氏の本拠地であった。本拠は荒川川と津軽石川が合流している西部の堆積地に位置した。
この地に土着した安倍氏が永禄年間（1558年-1569年）に、峠に石垣を築いて襲撃に備えたことと伝承されている。

## 交通

### 鉄道
東端部を南北に三陸鉄道リアス線が通過するが、駅は設置されていない。

最寄駅は豊間根駅、払川駅が挙げられる。

### 道路
- 国道45号 - 東端部を三陸鉄道リアス線に沿って南北に通る。
- 三陸沿岸道路 - 域内には山田北ICがある。
- 岩手県道290号宮古山田線 - 中東部を南北に通る。

## 小・中学校の学区
町立小・中学校に通う場合、学区（校区）は以下の通りとなる。
| 大字 | 地区 | 小学校               | 中学校               |
| ---- | ---- | -------------------- | -------------------- |
| 石峠 | 全域 | 山田町立豊間根小学校 | 山田町立豊間根中学校 |

## 参考資料
- 「角川日本地名大辞典」編纂委員会『角川日本地名大辞典 3 岩手県』角川書店、1985年3月8日。ISBN 4-040-01030-2。